# Singapore Airshow
Singapore Airshow, conocido antiguamente como Changi International Airshow, es una exhibición de vuelo bienal que comienza en Singapur en 2008. El evento fue creado después de que Reed Exhibition trasladase la exhibición Asian Aerospace de Singapur, celebrada allí desde 1981, a Hong Kong, debido a desacuerdos con la exhibición permanente que se encontraba en el sitio de celebración.
La empresa Eng Lim Construction llegó a un acuerdo con la organización para construir un nuevo sitio para llevar a cabo la nueva exhibición en Changi Norte, que aparte de pistas de vuelo incluye un centro de exhibiciones de 40.000 metros cuadrados. Este acuerdo se valora en 60 millones de dólares.